# Двухцветная камбала
Двухцве́тная ка́мбала (лат. Kareius bicoloratus) — вид лучепёрых рыб из семейства камбаловых, единственный в роде Kareius.
Крупная камбала, достигает в длину 50 см. Может прожить до 12 лет.
Обитает в умеренных водах северо-западной части Тихого океана, от Японии до Курильских островов, Сахалина, Кореи, Северного Китая и Тайваня. Морская рыба, но может заходить в опреснённые и даже пресные воды.
Донный вид, обитающий на песчаных и илистых грунтах в прибрежных районах на глубине до 150 метров.
Основу рациона составляют зообентосные организмы, такие как бокоплавы, двустворчатые моллюски, ракообразные и полихеты.
Ценный промысловый вид.